# 메호 코드로
메흐메드 "메호" 코드로(보스니아어: Mehmed "Meho" Kodro, 1977년 10월 29일 ~ )는 유고슬라비아와 보스니아 헤르체고비나의 전직 축구 선수 겸 감독으로 과거 포지션은 스트라이커였다.
벨레주 모스타르, 레알 소시에다드, 바르셀로나, 테네리페, 데포르티보 알라베스, 마카비 텔아비브 소속으로 뛰었으며 유고슬라비아 축구 국가대표팀과 보스니아 헤르체고비나 축구 국가대표팀 선수로 출전했다.